# Sørumsand Station
Sørumsand Station (Sørumsand stasjon) er en jernbanestation, der ligger i Sørum kommune på Kongsvingerbanen i Norge. Stationen åbnede 22. december 1892 som Sørumsanden men skiftede navn til Sørumsand 15. februar 1909. Den består af tre spor med to perroner, stationsbygning og busterminal. Stationsbygningen er opført efter tegninger af Paul Armin Due men er senere blevet ombygget med en enklere facade.

## Urskog-Hølandsbanen
I 1903 forlængedes den i 1896 åbnede smalsporsbane Urskog–Hølandsbanen, populært kaldet Tertitten, fra Bingsfos til Sørumsand, hvor der kunne skiftes til Kongsvingerbanen. I 1919 opsattes Norges første containerkran til at omlæsse trækasser (senere kaldet containere) med gods fra normalspor til smalspor. Kranen eksisterer stadig i driftsklar stand.
Urskog-Hølandsbanen blev nedlagt i 1960, men 3 km ved Sørumsand blev bevaret og genåbnet som veteranbane i 1966. Sporene ind i selve Sørumsand var dog blevet fjernet i mellemtiden og blev først genetableret i 1987. I de efterfølgende par år anlagdes et egentligt stationsanlæg for veteranbanen med en stationsbygning og værksted, der begge er kopier af dem fra Bjørkelangen Station. Vandtårnet som damplokomotiverne får vand fra stod tidligere på Finsand Station ved Sperillen.